# Pabellón de las Rosas

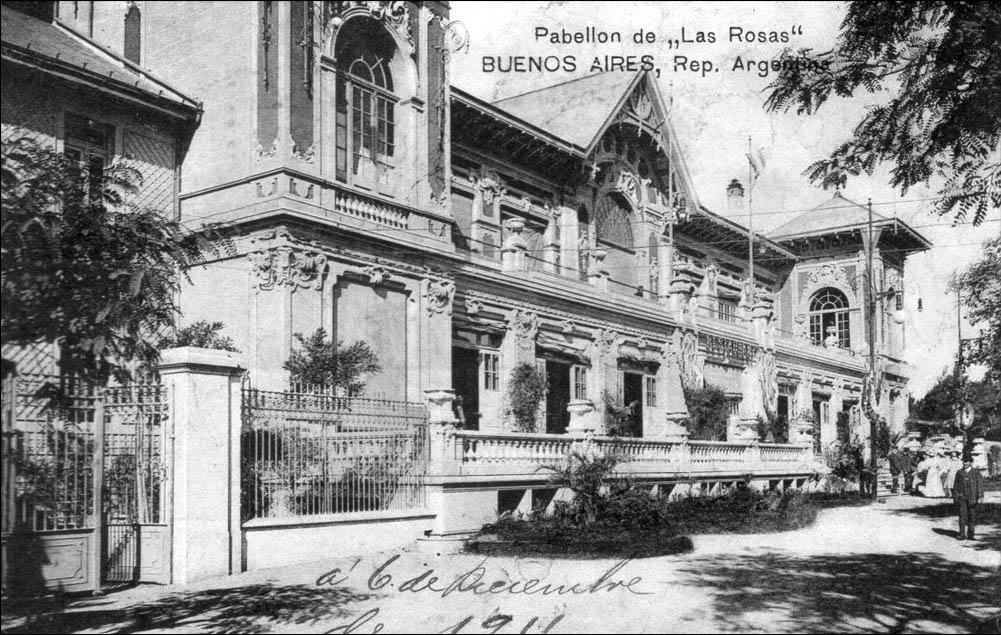
Frente del Pabellón de las Rosas en una tarjeta postal de alrededor de 1910.

El Pabellón de las Rosas fue un destacado cabaret y salón de baile de la Buenos Aires de comienzos del siglo XX donde se interpretó y bailó el tango. Estaba ubicado en barrio de la Recoleta, en la intersección de la Avenida Alvear —hoy Del Libertador— y la calle Tagle. Funcionó entre fines del siglo XIX y 1929, cuando sus instalaciones fueron demolidas. Según Felipe Amadeo Lastra, se trató del primer local de Buenos Aires donde estuvo permitido el baile en público. A escasos metros se encontraba otro de los salones emblema de la época, el Armenonville.

## El edificio

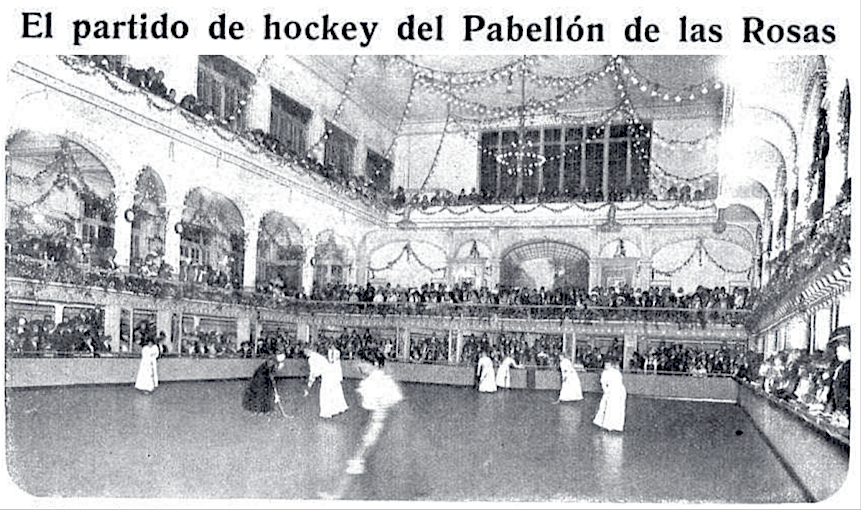
Hockey femenino en la pista del pabellón (1909)

El local funcionó en un edificio de dos plantas rodeado de un amplio jardín. El chalet, de estilo señorial, tenía una disposición simétrica con ventanales frontales "que en cierta medida recordaba a los pabellones de las exposiciones mundiales europeas". Sus salones se alquilaban para banquetes y eventos festivos, muchos de ellos con fines benéficos. Además de espectáculos musicales y teatrales, en uno de sus salones funcionó una pista de patinaje y en ocasiones los jardines fueron utilizados para el lanzamiento de globos aerostáticos. En 1910, durante los festejos del Centenario, fue visitado por la infanta española Isabel de Borbón, quien inauguró en sus jardines un Concurso Hípico Internacional.

## Tango en el Pabellón de las Rosas
El recuerdo del Pabellón de las Rosas está estrechamente ligado a la consolidación de la Guardia Vieja del tango. En sus salones actuaron orquestas y conjuntos de figuras como Osvaldo Fresedo, Vicente Greco, Roberto Firpo, Augusto Berto, Eduardo Arolas, Ricardo Luis Brignolo, Samuel Castriota, Juan Maglio, Francisco Canaro o David Tito Roccatagliata. Para 1910 el Pabellón de las Rosas llegó a tener incluso una orquesta propia, dirigida por Gaetano D'Alo. La actriz Lola Membrives debutó como cupletista en los salones del Pabellón de las Rosas, donde también se presentó en 1909 Andrée Vivianne, quien habría sido la primera mujer cantante de tango. Fue escenario, además, de concursos de donde surgieron importantes letras de tango, como uno realizado a fines de los años 1920 bajo conducción musical de Juan Maglio donde resultó ganadora su propia obra Cuando llora el corazón.
El local fue escenario entre 1914 y 1923 del Baile del Internado, un evento que ofrecían anualmente los estudiantes de Medicina, durante cuyas ediciones se estrenaron los tangos Clínicas (Alberto López Buchardo, 1914), El cirujano (Adolfo Pérez, 1914), Rawson y Anatomía (Eduardo Arolas, 1914), El internado (Francisco Canaro, 1915), El bisturí (Roberto Firpo, 1915), La muela careada y El anatomista (Vicente Greco, 1916), El termómetro (José Martínez, 1917), El 6º Baile del Internado (Osvaldo Fresedo, 1919), Cura segura (Juan de Dios Filiberto, 1919), Mano de oro (Eduardo Pereyra, 1920), Paraíso artificial (Francisco García Jiménez, 1920), El octavo (Ricardo Luis Brignolio, 1920), El 9º Baile del Internado y El décimo (Brignolo, 1922), El serrucho, Ojo clínico, Aquí se vacuna y El practicante (1923).

## Interpretaciones teatrales
Actuaron además las compañías teatrales de Florencio Parravicini, Roberto Casaux y Enrique Muiño, entre otros. También es recordado el paso por el Pabellón de las Rosas de Oliver Hardy, el Gordo de El Gordo y el Flaco, quien realizó un espectáculo cómico por un tiempo en 1914 con escaso éxito.

## Recuerdos y homenajes
El bandoneonista José Felipetti compuso un vals homónimo en homenaje al Pabellón de las Rosas, grabado por primera vez por Arolas en 1913 y fruto de varias interpretaciones posteriores. También es evocado en los tangos Era en otro Buenos Aires y Vieja postal, ambos con letra de Horacio Sanguinetti, el primero de los cuales formó parte del repertorio de la célebre Nelly Omar.